# Rákóczifalva
Rákóczifalva est une ville et une commune du comitat de Jász-Nagykun-Szolnok en Hongrie.